# Uhelná (Hrádek nad Nisou)
Uhelná (německy Kohlige) je malá vesnice, část města Hrádek nad Nisou v okrese Liberec. Uhelná se nachází na kopci Vřesový vrch (Heidelberg, 341 metrů) přímo na hranicích s Polskem, asi čtyři kilometry východně od Hrádku nad Nisou. Jihozápadně od obce je velký pískový lom. Uhelná leží v katastrálním území Václavice u Hrádku nad Nisou o výměře 15,68 km².

## Historie
Uhelná byla založena roku 1711 jako tábor pro uhlíře, kteří vyrábí dřevěné uhlí. V roce 1830 měla obec 30 domů a žilo v ní 170 obyvatel. Kvalita zdejšího uhlí byla v té době velmi známa.

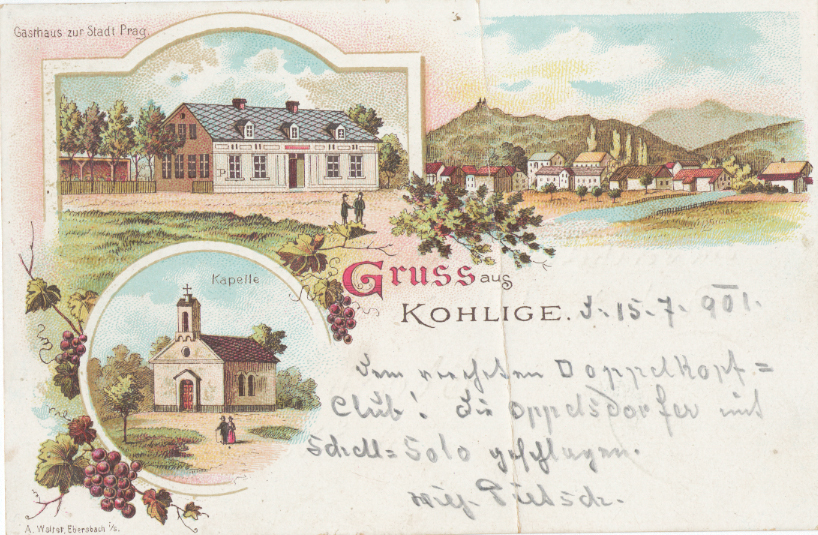
Pohlednice z roku 1901

Uhlí se také dodávalo do významných saských lázní v obci Oppelsdorf (po roce 1945 Opolno Zdrój). Na hranicích byla od roku 1788 také celnice. Roku 1850 byla výroba uhlí z politického nařízení obecního úřadu ve Wetzwalde (Václavice), okresního hejtmanství Reichenberg (Liberec) a okresního soudu v Kratzau (Chrastavě) zastavena.
Během války Pruska s Rakouskem začali v obci na hranicích večer, dne 22. června 1866 pruští vojáci provokovat a střílet na rakouské husary z pluku „Radecký“. O týden později německé vojsko překročilo hranici a vytvořilo dva tábory v Uhelné, kde v 34 staveních bydlelo 450 důstojníků, 3892 vojáků a 366 koní. Další tábor byl zřízen v horní části obce Václavice.
Po uzavření Mnichovské dohody roku 1938 vesnice připadla německé říši a byla přidělena k okresu Liberec. Po druhé světové válce připadla vesnice zpět Československu a němečtí obyvatelé byli na základě Benešových dekretů vyhnáni v roce 1946. Obec byla z Kohlige přejmenována na Uhelnou. Hraniční přechod, který vedl do Polska, byl uzavřen. Spolu s Václavicemi byla Uhelná v roce 1980 přidělena k Hrádku nad Nisou.

## Obyvatelstvo
| Rok            | 1869 | 1880 | 1890 | 1900 | 1910 | 1921 | 1930 | 1950 | 1961 | 1970 | 1980 | 1991 | 2001 | 2011 | 2021 |
| -------------- | ---- | ---- | ---- | ---- | ---- | ---- | ---- | ---- | ---- | ---- | ---- | ---- | ---- | ---- | ---- |
| Počet obyvatel | 193  | 215  | 197  | 185  | 189  | 168  | 169  | 83   | 66   | 53   | 29   | 18   | 33   | 50   | 51   |
| Počet domů     | 34   | 36   | 36   | 37   | 38   | 39   | 39   | 37   | 37   | 16   | 11   | 13   | 13   | 15   | 15   |

## Fotogalerie

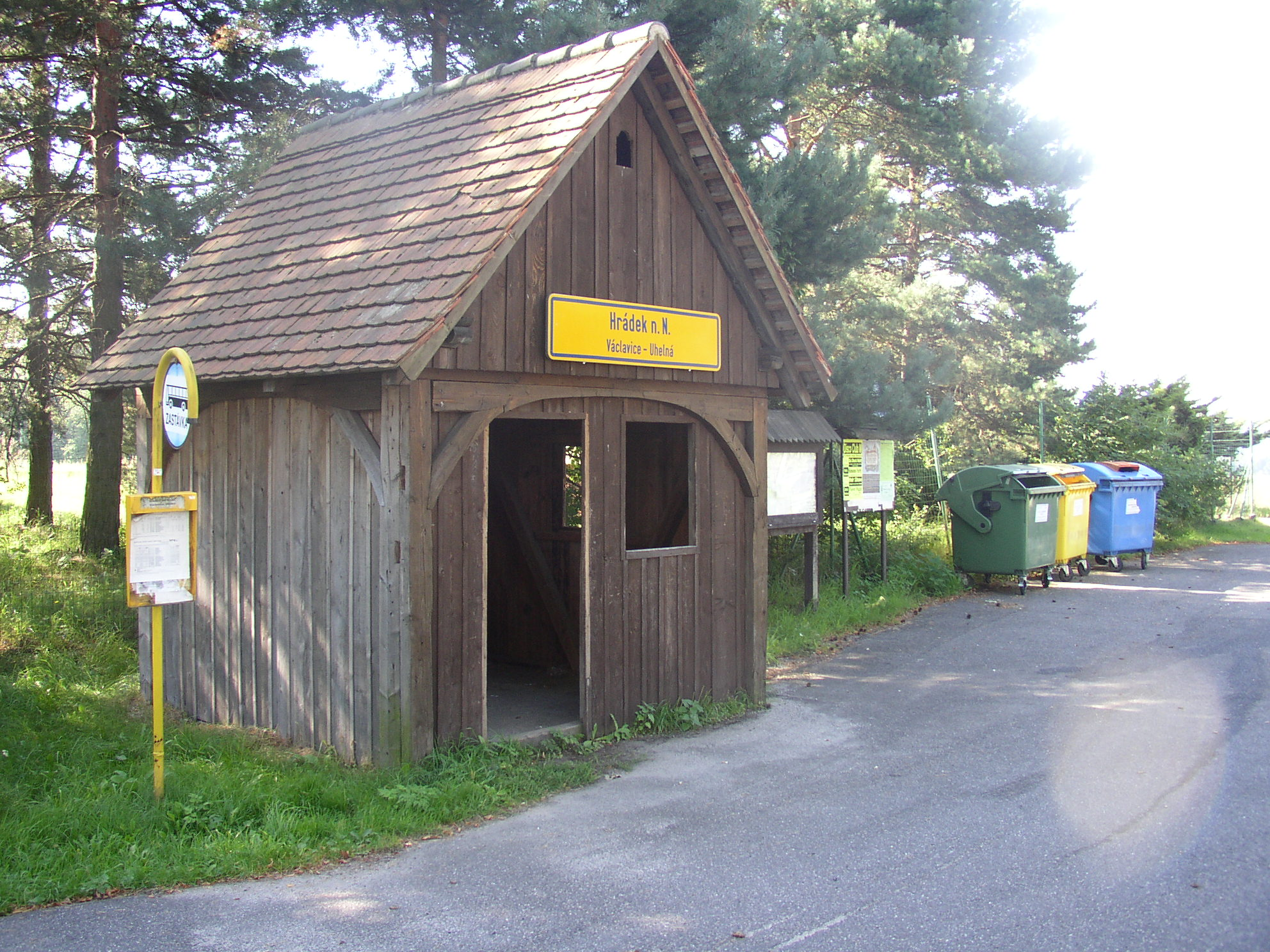
Autobusová zastávka
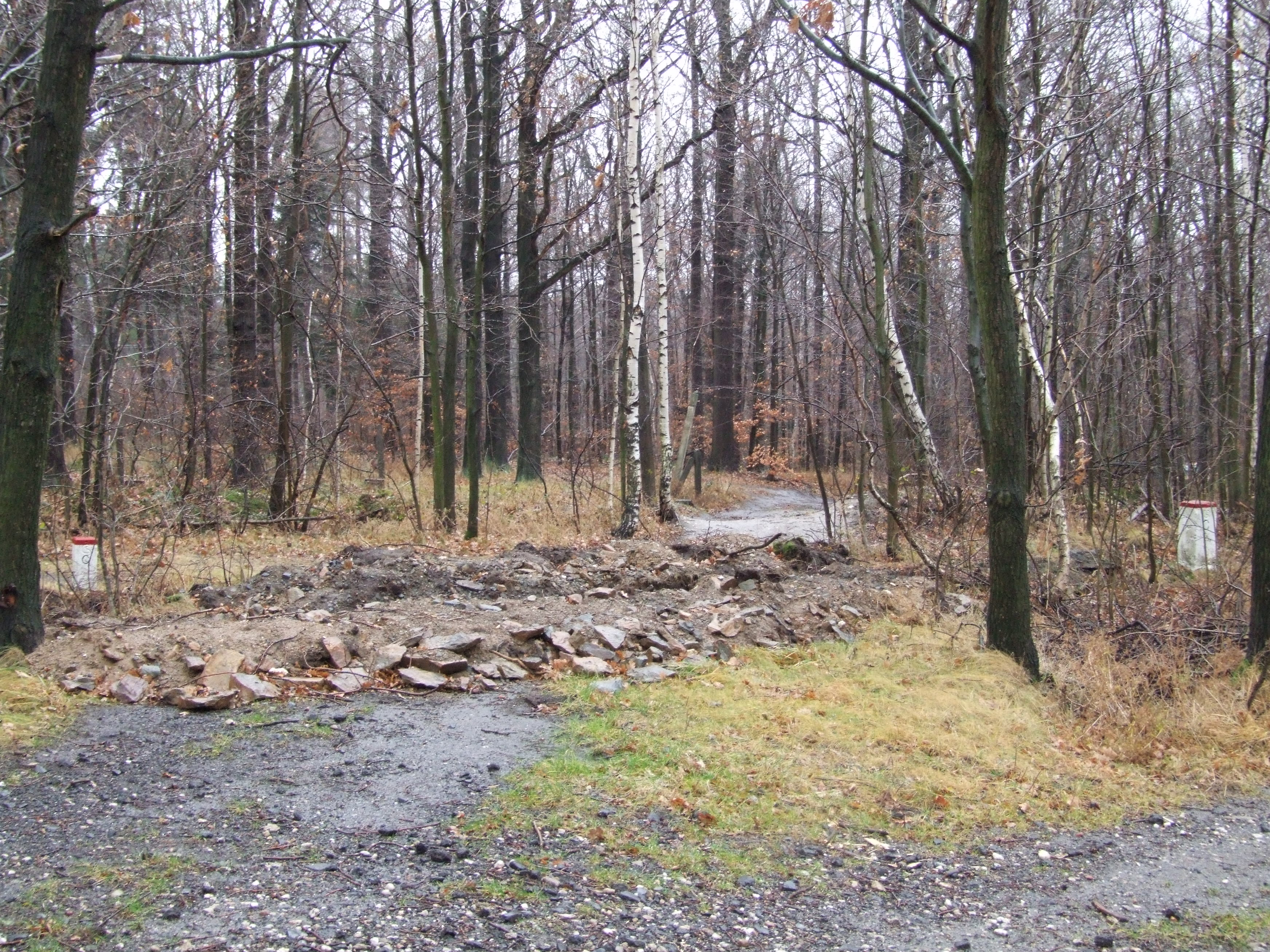
Cesta na hraničním přechodu Uhelná – Opolno Zdrój
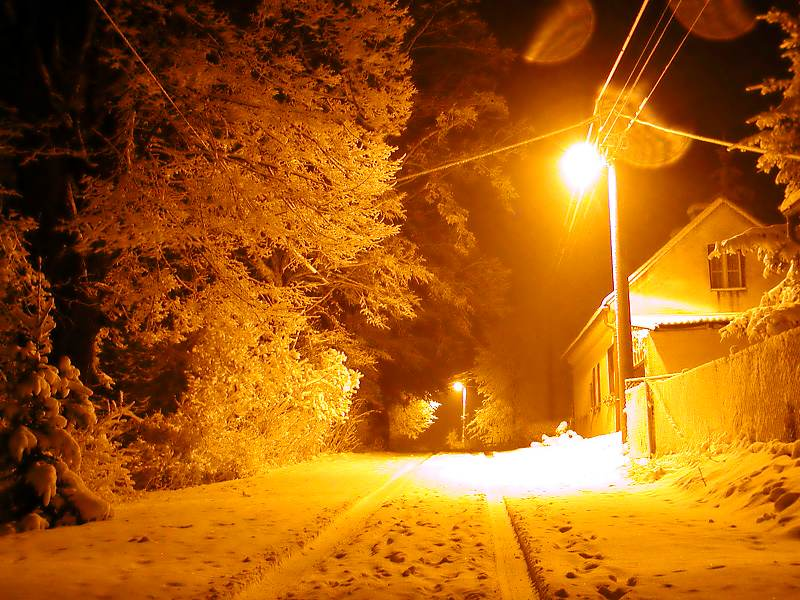
Uhelná
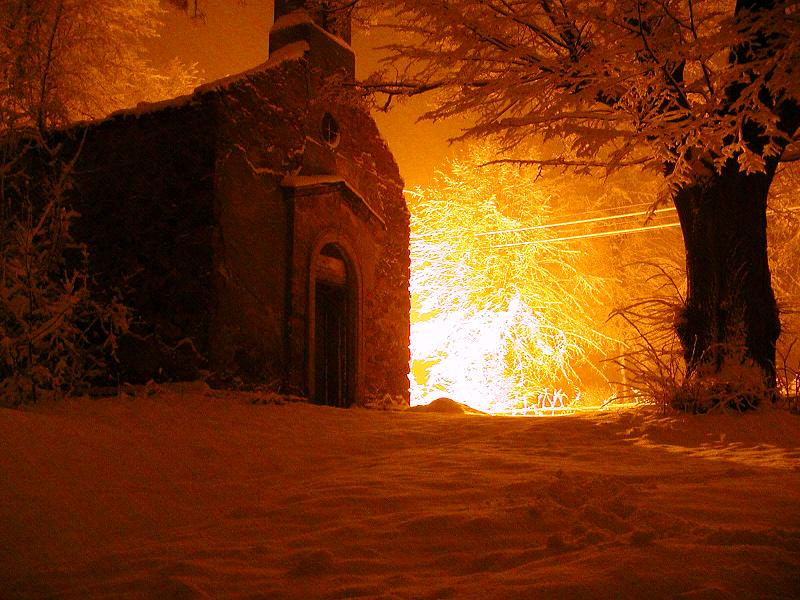
Kaplička v Uhelné
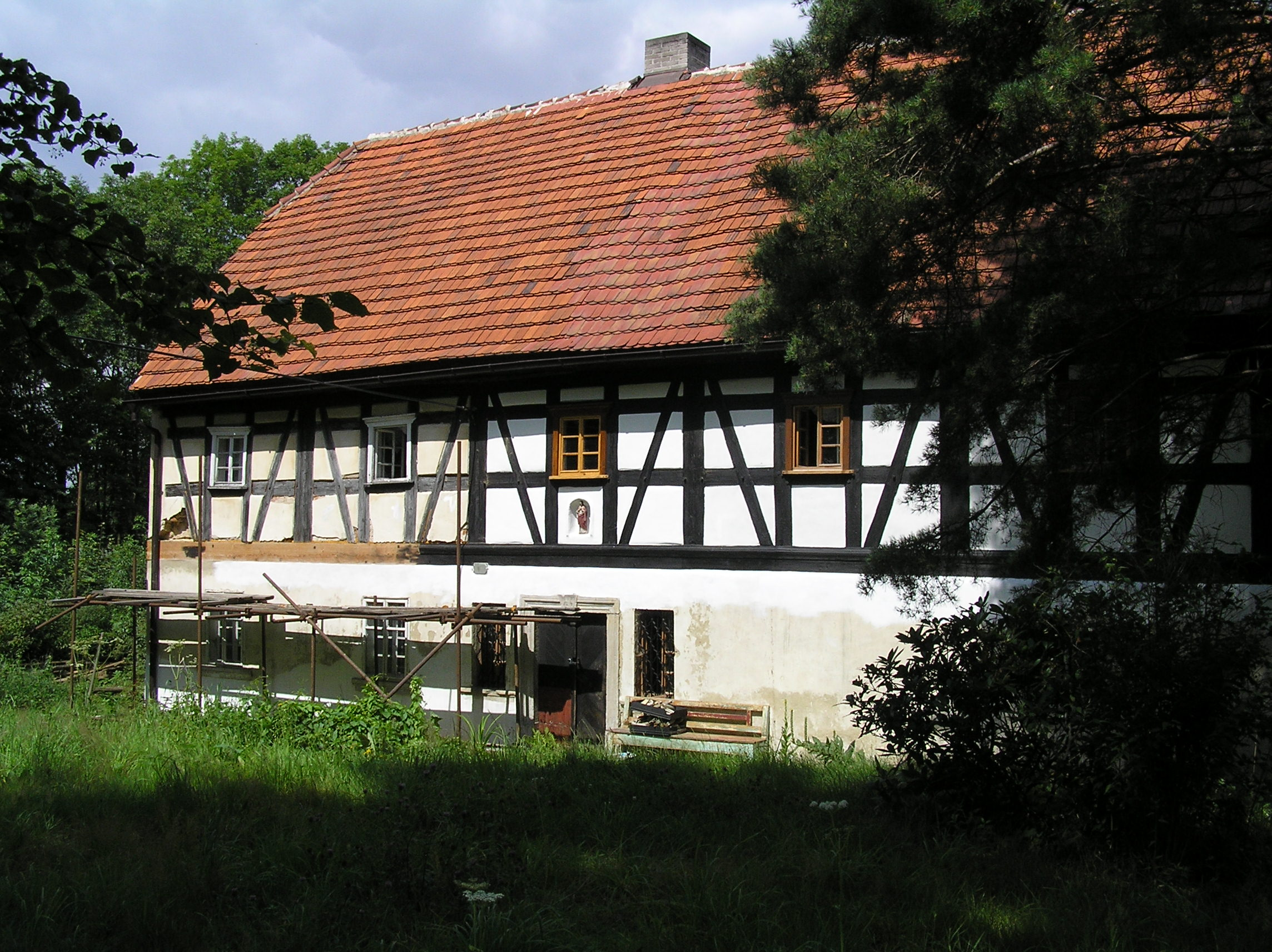
Hrázděný dům čp. 4
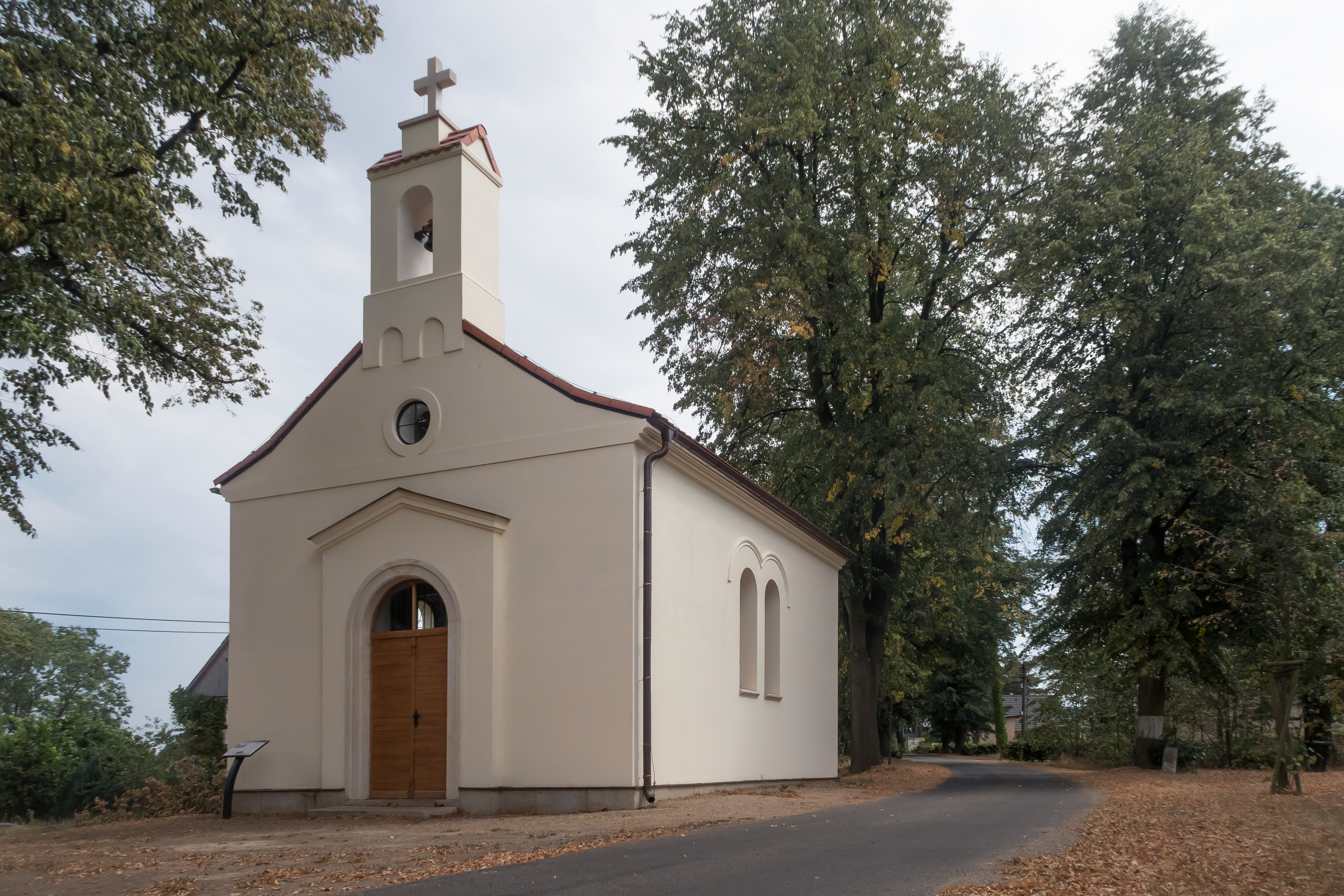
Kaple Panny Marie Pomocné